# Leroy Lewis
Leroy Delano Sherrier Lewis (Limón, 29 de mayo de 1945-San Pedro, Barva, 13 de septiembre de 2021), más conocido como Leroy Lewis, fue un exfutbolista y entrenador costarricense. Fue entrenador de la Selección de fútbol de Belice durante tres periodos.

## Clubes

### Como futbolista
| Club                    | País       | Año       |
| ----------------------- | ---------- | --------- |
| A.D Limonense           | Costa Rica | 1964-1970 |
| C.S Uruguay de Coronado | Costa Rica | 1971-1977 |

### Como entrenador
| Club                             | País       | Año       |
| -------------------------------- | ---------- | --------- |
| A. D. Limonense                  | Costa Rica | 1980-1982 |
| Sagrada Familia                  | Costa Rica | 1983-1985 |
| Municipal Puntarenas             | Costa Rica | 1986-1988 |
| L. D. Alajuelense                | Costa Rica | 1987-1988 |
| C. S. Uruguay de Coronado        | Costa Rica | 1990-1993 |
| Selección femenina de Costa Rica | Costa Rica | 2000      |
| Selección de Belice              | Belice     | 2001      |
| A. D. Guanacasteca               | Costa Rica | 2002-2003 |
| Selección de Belice              | Belice     | 2012-2013 |
| Belmopan Bandits                 | Belice     | 2014      |
| Selección de Belice              | Belice     | 2014-2015 |

## Palmarés

### Títulos nacionales
| Título                         | Equipo           | País       | Año  |
| ------------------------------ | ---------------- | ---------- | ---- |
| Segunda División de Costa Rica | A.D Guanacasteca | Costa Rica | 2002 |
| Liga Premier de Belice         | Belmopan Bandits | Belice     | 2014 |

### Títulos internacionales
| Título                                | Equipo          | Sede          | Año  |
| ------------------------------------- | --------------- | ------------- | ---- |
| Torneo Centroamericano de la Concacaf | L.D Alajuelense | Centroamérica | 1988 |